# 當鋪千金的珠寶盒
《當鋪千金的珠寶盒》為二之宮知子創作的日本漫畫作品。於講談社發行的《Kiss》雜誌2014年1月號開始連載至今。內容以當鋪及寶石為主題。

## 故事簡介
曾是名門望族的北上家因為不明原因分崩離析，北上家的嫡長子，北上顯定，被祖母典當至江戶時代就存在的老當鋪倉田屋。倉田屋的老闆和顯定的祖母約定，若三年內顯定未被贖回，顯定必須要和他的孫女訂下婚約。多年過後，未被贖回、在倉田屋長大的顯定，成為了高級寶石店的到府服務人員，並和當年老闆的外孫女倉田志乃舞成為未婚夫妻。志乃舞具有能鑑定寶石真偽的天賦，並擁有能看出寶石的「氣」的神奇能力。故事內容圍繞著寶石與當鋪，並藉由顯定尋找記憶中北上家的紅寶石逐漸展開劇情。

## 登場人物

### 主要人物
倉田志乃舞
17歲，高中二年級生。具有能感受寶石的「氣」的神奇能力，還能因此判定寶石的真偽。一年前跟隨離婚的母親回到母親的老家──位於銀座第九商店街的老當鋪「倉田屋」。平時常幫忙店裡生意，鑑定寶石。意欲繼承倉田屋。在學校屬於劍道社。
北上顯定
28歲，法國高級珠寶店「杜加利」日本銀座分店的到府服務人員，外表英俊，頗受女性顧客歡迎，暱稱阿顯（顕ちゃん）。
歷史名家北上家的嫡長子。幼時因家族分崩離析被祖母典當至倉田屋，但後來未被贖回，在倉田屋長大。因其祖母與當時倉田屋的老闆──志乃舞的外公倉田──約定若顯定三年內未被贖回的話，要和倉田老闆的孫女訂下婚約，因此現為志乃舞的未婚夫。
正在尋找幼時所見、本屬於北上家、具有鳥形內含物的紅寶石。
久世鷹臣
32歲﹐珠寶店「HULALU」的老闆兼珠寶設計師。曾為司諾克選手。三年前在倫敦與顯定相識，在志乃舞眼中具有「淨化寶石」的能力，但本人並不知曉。
川村虎徹
22歲，原石採買人。在泰國等地做採買工作，疑似在幫助阿顯(北上顯定)尋找家族之謎。在孤兒院長大，曾受阿顯幫忙，進入東京的珠寶鑑定學校。個性單純、熱心，有點迷糊，採買的原石中偶爾會有贗品。

### 倉田家
倉田
志乃舞的外公，倉田屋的第十二代老闆，於兩年前去世
倉田百合江
志乃舞的母親。嫁給了有錢人，但因婆媳關係不睦，離婚回到了娘家。喜歡名牌，具有看出物品是否為真名牌貨的眼力。常因自己喜愛，而將當鋪收購的名牌包拿來使用。
倉田保
百合江的哥哥。從倉田屋獨立，開了間名為「Deep Impact」的當鋪，倉田屋的收購的名牌貨皆交由其處理。

### 其他
阿翔
警察，隸屬警視廳刑事部搜查第三課，阿翔為其綽號。百合江的幼時玩伴。

## 出版書籍
| 卷數 | 講談社         | 講談社                 | 東立出版社     | 東立出版社             |
| 卷數 | 發售日期       | ISBN                   | 發售日期       | ISBN                   |
| ---- | -------------- | ---------------------- | -------------- | ---------------------- |
| 1    | 2014年11月13日 | ISBN 978-4-06-340940-6 | 2015年12月21日 | ISBN 978-986-462-349-5 |
| 2    | 2015年11月13日 | ISBN 978-4-06-340972-7 | 2016年11月7日  | ISBN 978-986-462-350-1 |
| 3    | 2016年11月11日 | ISBN 978-4-06-398004-2 | 2017年6月23日  | ISBN 978-986-482-362-8 |
| 4    | 2017年4月13日  | ISBN 978-4-06-398016-5 | 2018年11月2日  | ISBN 978-986-486-137-8 |
| 5    | 2017年9月13日  | ISBN 978-4-06-398031-8 | 2022年3月14日  | ISBN 978-986-486-892-6 |
| 6    | 2018年1月12日  | ISBN 978-4-06-510733-1 |                |                        |
| 7    | 2018年5月11日  | ISBN 978-4-06-511484-1 |                |                        |
| 8    | 2018年10月12日 | ISBN 978-4-06-513191-6 |                |                        |
| 9    | 2019年9月13日  | ISBN 978-4-06-517145-5 |                |                        |
| 10   | 2020年2月13日  | ISBN 978-4-06-518767-8 |                |                        |
| 11   | 2020年6月11日  | ISBN 978-4-06-519962-6 |                |                        |
| 12   | 2020年10月13日 | ISBN 978-4-06-521133-5 |                |                        |
| 13   | 2021年2月12日  | ISBN 978-4-06-522429-8 |                |                        |
| 14   | 2021年7月13日  | ISBN 978-4-06-524246-9 |                |                        |
| 15   | 2021年11月12日 | ISBN 978-4-06-525918-4 |                |                        |
| 16   | 2022年3月11日  | ISBN 978-4-06-526929-9 |                |                        |
| 17   | 2022年8月12日  | ISBN 978-4-06-528624-1 |                |                        |
| 18   | 2023年2月13日  | ISBN 978-4-06-530563-8 |                |                        |
| 19   | 2023年7月13日  | ISBN 978-4-06-532155-3 |                |                        |
| 20   | 2023年11月13日 | ISBN 978-4-06-533225-2 |                |                        |
| 21   | 2024年3月13日  | ISBN 978-4-06-534902-1 |                |                        |
| 22   | 2024年8月9日   | ISBN 978-4-06-536616-5 |                |                        |
| 23   | 2024年12月13日 | ISBN 978-4-06-537833-5 |                |                        |
| 24   | 2025年5月13日  | ISBN 978-4-06-539504-2 |                |                        |

## 外部連結
- 七つ屋 志のぶの宝石匣 二ノ宮知子 | Kiss | 講談社｜講談社コミックプラス（日語）